# Dives in Misericordia
Dives in Misericordia (Бог, богатый милосердием) — вторая по счёту энциклика Папы римского Иоанна Павла II, опубликованная 30 ноября 1980 года. Энциклика посвящена Божественному милосердию.

## Структура
Энциклика состоит из 15 глав, разделённых на 7 частей и введение.
- Введение
  - Откровение милосердия
  - Воплощенное милосердие
- Мессианская весть
  - Начало дела и учения Христова
- Милосердие в Ветхом Завете
  - Понятие «милосердия» в Ветхом Завете
- Притча о блудном сыне
  - Аналогия
  - Особое значение достоинства человека
- Пасхальная тайна
  - Милосердие, раскрывшееся в Кресте и Воскресении
  - Любовь сильнее смерти, сильнее греха
  - Мать милосердия
- «Милость…. из рода в род»
  - Образ нашего поколения
  - Причины тревоги
  - Достаточно ли одной справедливости?
- Милосердие Божие и миссия Церкви
  - Церковь, исповедующая и проповедующая милосердие Божие
  - Стремление Церкви воплотить милосердие в жизнь
- Молитва современной Церкви
  - Церковь взывает к Божественному милосердию

## Содержание
Энциклика «Dives in Misericordia» — одна из самых насыщенных в теологическом плане энциклик папы Иоанна Павла II. Её название взято из Послания апостола Павла к Ефесянам (Еф. 2:4). Энциклика очень тесно связана с понятием божественного милосердия, как его понимала Фаустина Ковальская. Иоанн Павел II много раз отмечал, что мистика Фаустины Ковальской ему духовно близка и он много думал о ней во время работы над энцикликой, которая фактически родилась из этой духовности Через 20 лет после выхода энциклики «Dives in Misericordia» Иоанн Павел II канонизировал Фаустину Ковальскую и учредил отдельный праздник Божественного милосердия.
Размышляя в энциклике над понятием милосердия папа особо разбирает два момента: понятие «милосердия» в Ветхом Завете и притчу о блудном сыне, которую Иоанн Павел II считает апогеем библейской теологии милосердия. Подробно разобрав притчу, папа возвращается к центральной теме христианства и рассматривает «милосердие, раскрывшееся в Кресте и Воскресении». Заключительные главы энциклики посвящены современному миру, месту милосердия в нём и роли Церкви в деле проповеди и воплощения милосердия в жизнь.
Именно поэтому Церковь должна - на каждом этапе истории, и особенно в наше время, - рассматривать проповедь и воплощение в жизнь тайны милосердия, с наибольшей полнотой раскрывшейся во Иисусе Христе, как одну из своих основных задач
Энциклика «Dives in Misericordia» привлекла к себе значительно меньше внимания, чем первая энциклика Redemptor Hominis, которая оказалась более востребованной и информативной в силу своего программного характера, но она важна для понимания пастырского богословия Ионна Павла II.